# Clasificación mundial de la FIVB
La Clasificación mundial de la FIVB es un sistema de clasificación para equipos nacionales masculinos y femeninos en voleibol.

## Método
El método que se utiliza actualmente para calcular las clasificaciones se basa en el Sistema de Puntuación Elo y es similar al utilizado en deportes como el ajedrez o el fútbol. Este se implementó a partir del 1 de febrero de 2020.

### Fórmula
El puntaje se actualiza después de cada partido y para calcularlo se utiliza la siguiente fórmula:
{\displaystyle S_{f}=S_{i}+{\frac {K(R-E)}{8}}}
donde:
Sf: puntaje final (después del partido)
Si: puntaje inicial (previo al partido)
K: Factor de importancia del partido. Este es:
- 10 – Otros eventos oficiales organizados por las confederaciones continentales.
- 17,5 – Clasificatoras a los campeonatos de las confederaciones continentales.
- 20 – Clasificatorias a los JJ. OO., Copa Mundial de la FIVB y campeonatos de las confederaciones continentales.
- 35 – Liga de Naciones de la FIVB.
- 40 – Campeonato Mundial de la FIVB.
- 50 – Juegos Olímpicos.

R: Resultado del Partido. Se otorgan:
- Victoria 3-0: +2 puntos
- Victoria 3-1: +1,5 puntos
- Victoria 3-2: +1 punto
- Derrota 2-3: -1 punto
- Derrota 1-3: -1,5 puntos
- Derrota 0-3: -2 Puntos

E: Resultado estimado. Se calcula teniendo en cuenta los puntajes de ambos equipos mediante esta fórmula:
{\displaystyle E=P_{1}R_{1}+P_{2}R_{2}+P_{3}R_{3}+P_{4}R_{4}+P_{5}R_{5}+P_{6}R_{6}}
donde:
{\displaystyle P_{1}=\sim N(0,1)(C_{1}+\Delta )}
{\displaystyle P_{2}=\sim N(0,1)(C_{2}+\Delta )-\sim N(0,1)(C_{1}+\Delta )}
{\displaystyle P_{3}=\sim N(0,1)(C_{3}+\Delta )-\sim N(0,1)(C_{2}+\Delta )}
{\displaystyle P_{4}=\sim N(0,1)(C_{4}+\Delta )-\sim N(0,1)(C_{3}+\Delta )}
{\displaystyle P_{5}=\sim N(0,1)(C_{5}+\Delta )-\sim N(0,1)(C_{4}+\Delta )}
{\displaystyle P_{6}=1-\sim N(0,1)(C_{5}+\Delta )}
y Rn se calcula como R (es decir, R1 = +2 y R6 = -2). ~N(0,1) hace referencia al función de distribución normal de media 0 y desviación típica 1. Cn son los puntos de corte de la distribución normal que representan el resultado promedio del enfrentamiento entre dos equipos del mismo nivel en la última década. estos son:
- C1 = -1,060
- C2 = -0,364
- C3 = 0,000
- C4 = 0,364
- C5 = 1,060

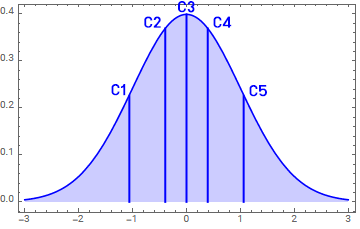
Puntos de corte en la distribución normal basado en los enfrentamientos entre dos equipos de igual fuerza.

Δ: Diferencia de puntajes, calculado mediante la fórmula:
{\displaystyle \Delta ={\frac {8(S_{a}-S_{b})}{1000}}}
donde Sa y Sb son los puntajes de los equipos enfrentados.

### Ejemplo
Supongamos que Brasil y Japón se enfrentan por el Campeonato Mundial de Voleibol. Antes del partido, Brasil tiene un puntaje de 415 y Japón de 192. Entonces:
{\displaystyle \Delta ={\frac {8(415-192)}{1000}}=1,784}
Esto quiere decir que la diferencia de fuerza entre Brasil y Japón es de 1,784 a favor de Brasil.
- {\displaystyle P_{1}=\sim N(0,1)(-1,060+1,784)}
- {\displaystyle P_{2}=\sim N(0,1)(-0,364+1,784)-\sim N(0,1)(-1,060+1,784)}
- {\displaystyle P_{3}=\sim N(0,1)(0,000+1,784)-\sim N(0,1)(-0,364+1,784)}
- {\displaystyle P_{4}=\sim N(0,1)(0,364+1,784)-\sim N(0,1)(0,000+1,784)}
- {\displaystyle P_{5}=\sim N(0,1)(1,060+1,784)-\sim N(0,1)(0,364+1,784)}
- {\displaystyle P_{6}=1-\sim N(0,1)(1,060+1,784)}

En el caso de Japón, estos valores se calculan sustituyendo 1,784 por -1,784. Igualmente, notaremos que el valor P1 de Brasil corresponde con el valor P6 de Japón y así con todos los Pn.
Resultado esperado para Brasilː
{\displaystyle E=0,765(2)+0,152(1,5)+0,045(1)+0,022(-1)+0,012(-1,5)+0,002(-2)=1,76}
Resultado esperado para Japónː
{\displaystyle E=0,002(2)+0,012(1,5)+0,022(1)+0,045(-1)+0,152(-1,5)+0,765(-2)=-1,76}
Supongamos que Brasil gana 3-0, entoncesː
Puntaje nuevo de Brasilː
{\displaystyle P_{f}=415+{\frac {45(2-1,76)}{8}}=416,35}
Puntaje nuevo de Japónː
{\displaystyle P_{f}=192+{\frac {45(-2+1,76)}{8}}=190,65}
Notemos que Brasil ganó los mismos puntos que perdió Japón. En cambio, si Japón hubiera ganado 3-1, los resultados seríanː
Puntaje nuevo de Brasilː
{\displaystyle P_{f}=415+{\frac {45(-1,5-1,76)}{8}}=393,85}
Puntaje nuevo de Japónː
{\displaystyle P_{f}=192+{\frac {45(1,5+1,76)}{8}}=210,34}
A su vez, si el partido se hubiera disputado en los Juegos Olímpicos, Japón habría ganado incluso más puntosː
Puntaje nuevo de Japónː
{\displaystyle P_{f}=192+{\frac {50(1,5+1,76)}{8}}=212,37}

## Clasificación masculina
| Top 10 - Actualizado el 22 de julio de 2025 |                |        |
| Pos.                                        | Equipo         | Puntos |
| 1                                           | Polonia        | 374    |
| 2                                           | Italia         | 370    |
| 3                                           | Francia        | 364    |
| 4                                           | Brasil         | 359    |
| 5                                           | Japón          | 339    |
| 6                                           | Estados Unidos | 320    |
| 7                                           | Eslovenia      | 317    |
| 8                                           | Alemania       | 264    |
| 9                                           | Cuba           | 263    |
| 10                                          | Argentina      | 262    |

## Clasificación femenina
| Top 10 - Actualizado el 22 de julio de 2025 |                |        |
| Pos.                                        | Equipo         | Puntos |
| 1                                           | Italia         | 460    |
| 2                                           | Brasil         | 429    |
| 3                                           | Polonia        | 358    |
| 4                                           | China          | 353    |
| 5                                           | Japón          | 352    |
| 6                                           | Turquía        | 342    |
| 7                                           | Estados Unidos | 337    |
| 8                                           | Países Bajos   | 263    |
| 9                                           | Serbia         | 262    |
| 10                                          | Alemania       | 254    |

Ante la prohibición de los conjuntos masculinos y femeninos de Rusia de participar en competiciones internacionales,estos fueron eliminados del ranking oficial